# Puhlica
Puhlica je klastičen sediment v velikosti melja (0,05 do 0,01 mm), ki nastane z akumulacijo z vetrom napihanega prahu. Deset odstotkov zemeljskega površja je pokritega s puhlico in njej podobnimi usedlinami.
Puhlica je periglacialna ali eolska (vetrna) usedlina, ki je opredeljena kot akumulacija 20 % ali manj gline s približno enakim razmerjem peska in mulja (s tipično velikostjo zrn od 20 do 50 mikrometrov), ki je pogosto ohlapno vezana s kalcijevim karbonatom. Običajno je homogena in zelo porozna; prečkajo jo navpične kapilare, ki omogočajo, da se usedlina lomi in tvori navpične klife.

## Lastnosti
Puhlica je homogena, porozna, drobljiva, bledo rumena ali rjava, rahlo koherentna, tipično neslojna in pogosto apnenčasta. Zrna puhlice so oglata, malo polirana ali zaobljena in sestavljena iz kristalov kremena, glinenca, sljude in drugih mineralov. Puhlico lahko opišemo kot bogato, prahu podobno prst.
Nanosi puhlice so lahko zelo debeli, več kot sto metrov na območjih severozahodne Kitajske in več deset metrov v delih srednjega zahoda ZDA. Puhlica se na splošno pojavlja kot krovna usedlina, ki pokriva površine na stotine kvadratnih kilometrov. Nanosi so pogosto debeli več deset metrov. Pojavlja se tudi v obliki strmih ali navpičnih sten. Ker so zrna oglata, bo puhlica stala kot klif lahko več let, ne da bi zdrsnila. Ta prst ima značilnost, imenovano navpična cepitev, zaradi katere jo je enostavno izkopati in oblikovati jamska bivališča, kar je priljubljena metoda gradnje človeških bivališč v nekaterih delih Kitajske. Puhlica bo zelo hitro erodirala.
Na več območjih sveta so se oblikovali puhlični grebeni, ki so poravnani s prevladujočimi vetrovi med zadnjim ledeniškim maksimumom. V Ameriki jih imenujejo paha ridges, v Evropi pa greda ridges. Obliko teh puhličnih sipin so razložili s kombinacijo vetra in pogojev tundre.

## Zgodovina raziskav
Izraz Löß (slovensko puhlica) je v Srednji Evropi prvi opisal Karl Cäsar von Leonhard (1823–1824), ki je poročal o rumenkasto rjavih muljastih usedlinah vzdolž doline Rena blizu Heidelberga. Charles Lyell (1834) je izraz prinesel v široko uporabo, ko je opazoval podobnosti med puhlico in puhličnimi derivati vzdolž puhličnih klifov ob Renu in Misisipiju. Takrat so mislili, da je rumenkasto rjav sediment, bogat z muljem, rečnega izvora, ki ga odlagajo velike reke. Šele ob koncu 19. stoletja je bil priznan eolski izvor puhlice, zlasti pa prepričljiva opazovanja puhlice na Kitajskem Ferdinanda von Richthofena leta 1878. Od takrat je bilo objavljenih ogromno člankov, ki se osredotočajo na nastanek puhlice in na sekvence puhlica/paleosol (starejša prst, pokopana pod usedlinami) kot arhiv podnebnih in okoljskih sprememb. Te raziskave so bila obsežno izvedena na Kitajskem in se nadaljujejo od leta 1954.(Liu TS, Loess and the environment)
Veliko truda je bilo vloženega v postavitev regionalnih in lokalnih puhličnih stratigrafij ter njihovo korelacijo (Kukla 1970, 1975, 1977). Toda tudi kronostratigrafski položaj zadnje medledene prsti, ki je v korelaciji s podstopnjo morskega izotopa 5e, je bil predmet razprave zaradi pomanjkanja robustnega in zanesljivega numeričnega datiranja, kot je povzeto na primer po Zöllerju (1994) in Frechenu, Horváth & Gábrisu (1997) za avstrijsko in madžarsko stratigrafijo puhlice.
Od 1980-ih je na voljo termoluminiscenčno (TL), optično stimulirano luminiscenčno (OSL) in infrardečo stimulirano luminiscenčno (IRSL) datiranje, ki omogoča datiranje časa usedanja puhlice (prahu), tj. časa, ki je pretekel od zadnje izpostavljenosti minerala zrna na dnevno svetlobo. V zadnjem desetletju se je luminiscenčno datiranje bistveno izboljšalo z novimi metodološkimi izboljšavami, zlasti z razvojem protokolov za regeneracijo posameznega alikvota (SAR), kar ima za posledico zanesljive starosti (ali ocene starosti) z natančnostjo do 5 in 10 % za zadnji ledeniški zapis. V zadnjem času je luminescenčno datiranje postalo robustna tehnika datiranja predzadnje in predpredzadnje ledeniške puhlice (npr. Thiel et al. 2011, Schmidt et al. 2011), ki omogoča zanesljivo korelacijo zaporedij puhlica/paleosol za pri vsaj zadnjih dveh medledeniških/ledeniških ciklih po Evropi in severni polobli (Frechen 2011). Poleg tega numerično datiranje zagotavlja osnovo za kvantitativne raziskave puhlice z uporabo bolj sofisticiranih metod za določanje in razumevanje nadomestnih podatkov visoke ločljivosti, vključno z vsebnostjo paleoprahu v ozračju, variacijami vzorcev atmosferskega kroženja in vetrovnih sistemov, paleopadavinami in paleotemperaturo.
Poleg metod luminiscenčnega datiranja se je v zadnjih desetletjih povečala uporaba radiokarbonskega datiranja puhlice. Napredek pri metodah analiz, instrumentaciji in izboljšavah radiokarbonske umeritvene krivulje je omogočil pridobitev zanesljive starosti puhličnih usedlin za zadnjih 40–45 tisoč let. Vendar pa je uporaba te metode odvisna od iskanja ustreznega organskega materiala in situ v nahajališčih, kot so oglje, semena, granule deževnikov ali polžje lupine.

## Nastanek
Po Pyeju (1995) so za nastanek puhlice potrebne štiri temeljne zahteve: vir prahu, ustrezna energija vetra za transport prahu, primerno območje kopičenja in dovolj časa.

### Periglacialna puhlica
Periglacialna (ledeniška) puhlica izvira iz poplavnih ravnic ledeniških prepletenih rek, ki so spomladi in poleti nosile velike količine ledeniške taline in usedlin zaradi letnega taljenja celinskih ledenih plošč in gorskih ledenih pokrovov. Jeseni in pozimi, ko je taljenje ledenih plošč in ledenih pokrovov prenehalo, je tok staljene vode po teh rekah prenehal ali pa se je močno zmanjšal. Posledično so se veliki deli prej potopljenih in neporaslih poplavnih ravnic teh prepletenih rek izsušili in bili izpostavljeni vetru. Ker so poplavne ravnice sestavljene iz sedimenta z visoko vsebnostjo ledeniško zmlete moke podobnega mulju in glini, so bile zelo dovzetne za prenašanje z vetrom. Ko jih je veter odnesel, so se delci nato nekje odložili. Puhlične usedline, ki jih najdemo ob obeh straneh aluvialne doline reke Misisipi, so klasičen primer periglacialne puhlice.
V kvartarju so se puhlica in puhlici podobni sedimenti oblikovali v periglacialnih okoljih na območjih srednjega kontinentalnega ščita v Evropi in Sibiriji, pa tudi na obrobju visokih gora, kot so v Tadžikistanu, in na polsušnih robovih nekaterih nižinskih puščav, kot na Kitajskem.

### Neledeniška puhlica
Neledeniška puhlica lahko izvira iz puščav, sipin, dna suhih jezer in vulkanskega pepela.
Nekatere vrste neledeniške puhlice so:
- puščavska puhlica, ki nastane z eolskim trenjem zrn kremena;
- vulkanska puhlica v Ekvadorju in Argentini;
- tropska puhlica v Argentini, Braziliji in Urugvaju;
- kredna puhlica v Španiji;
- pasatna puhlica v Venezueli in Braziliji;
- anticiklonska puhlica v Argentini.

Debele kitajske usedline puhlice so neledeniške puhlice, ki je napihana iz puščav na severu Kitajske. Puhlica, ki prekriva Velike ravnice Nebraske, Kansasa in Kolorada, velja za neledeniško puščavsko puhlico. Neledeniško puščavsko puhlico najdemo tudi v Avstraliji in Afriki.

## Rodovitnost
Puhlica se razvija v zelo bogata tla. V ustreznih podnebnih razmerah je to eno najbolj kmetijsko produktivnih območij na svetu.
Tla, pod katerimi je puhlica, so po navadi prekomerno odcedna. Drobna zrna zaradi svoje velike površine hitro preperijo, zaradi česar so tla, pridobljena iz puhlice, bogata. Teorija pravi, da je rodovitnost puhličnih tal v veliki meri posledica sposobnosti kationske izmenjave (sposobnost rastlin, da absorbirajo hranila iz zemlje) in poroznosti (z zrakom napolnjen prostor v tleh). Rodovitnost puhlice ni posledica vsebnosti organske snovi, ki je običajno precej nizka, za razliko od tropskih tal, ki svojo rodovitnost skoraj v celoti črpajo iz organske snovi.
Celo dobro upravljana puhlična kmetijska zemljišča lahko doživijo dramatično erozijo, ki znaša več kot 2,5 kg/m² na leto. Na Kitajskem se nahajališča puhlice, ki Rumeni reki dajejo barvo, uporabljajo v kmetijstvu in že več kot tisoč let dajejo neverjetne donose. 
Vetrovi pobirajo puhlične delce, ki prispevajo k problemu onesnaženosti prahu v Aziji. Največje nahajališče puhlice v Združenih državah, Loess Hills ob meji z Iowo in Nebrasko, je preživelo intenzivno kmetovanje in slabe kmetijske prakse. Skoraj 150 let so to nahajališče obdelovali s plugi z desko in tudi jeseni, oboje pa je bilo zelo erozivno. Včasih je utrpela stopnja erozije več kot 10 kilogramov na kvadratni meter na leto. Danes se ta nahajališča na vseh območjih obdeluje z nizko intenzivnostjo ali brez obdelave in je predvsem terasasto.

## Velika območja puhličnih usedlin in tal

### Srednja Azija
Območje številnih nahajališč puhlice se razteza od južnega Tadžikistana do Almatija v Kazahstanu.

### Vzhodna Azija

#### Kitajska
Puhlična planota (poenostavljena kitajščina: 黄土高原; tradicionalna kitajščina: 黃土高原; pinjin: Huángtǔ Gāoyuán), znana tudi kot planota Huangtu, je planota, ki pokriva območje okoli 640.000 km² okoli zgornjega in srednjega toka Rumene reke na Kitajskem. Rumena reka (kitajsko Huang He) se tako imenuje, ker puhlica, ki tvori njene bregove, daje vodi rumenkast odtenek. Tla te regije so imenovali »najbolj erodibilna tla na zemlji«. Puhlična planota in njena prašna tla pokrivajo skoraj vse province Shanxi, Shaanxi in Gansu, avtonomno regijo Ningxia Hui in dele drugih.

### Evropa
Puhlične usedline različnih debelin (decimeter do nekaj deset metrov) so zelo razširjene po evropski celini. Severnoevropski puhlični pas se razteza od južne Anglije in severne Francije do Nemčije, Poljske in južne Ukrajine, za nahajališča pa so značilni močni vplivi periglacialnih razmer. Jugovzhodnoevropska puhlica se večinoma odlaga na planotah v porečjih Donave. V jugozahodni Evropi so preseljeni puhlični derivati večinoma omejeni na dolino reke Ebro in osrednjo Španijo.

### Severna Amerika

#### Združene države Amerike
Loess Hills v Iowi dolguje svojo rodovitnost prerijskim vrhnjim plastem prsti, ki jih je zgradilo 10.000 letno postglacialno kopičenje organsko bogatega humusa kot posledice obstojnega bioma travišč. Ko je dragocena vrhnja plast erodirana ali degradirana, so spodnja puhlična tla nerodovitna in zahtevajo dodajanje gnojila za podporo kmetijstvu.
Puhlica ob reki Misisipi blizu Vicksburga v Mississippiju je sestavljena iz treh plasti. Peoria Loess, Sicily Island Loess in Crowley's Ridge Loess so se med pleistocenom kopičile v različnih časovnih obdobjih. Starodavne prsti, imenovane paleosols, so se razvile na vrhu Sicily Island Loess in Crowley's Ridge Loess. Najnižja puhlica, Crowley's Ridge Loess, se je kopičila v pozni ilinojski fazi. Srednja puhlica, Sicily Island Loess, se je kopičila v zgodnji fazi Wisconsin. Najvišja puhlica, Peoria Loess, v kateri se je razvila sodobna prst, se je nabrala v pozni wisconsinski fazi. Živalski ostanki vključujejo kopenske polže in mastodonte.

### Oceanija

#### Nova Zelandija
Obsežna območja puhlice se pojavljajo na Novi Zelandiji, vključno s Canterburyjskimi nižinami in na polotoku Banks. Osnovo stratigrafije puhlice je uvedel John Hardcastle leta 1890.

### Južna Amerika

#### Argentina
Velik del Argentine pokriva puhlica. V Argentini običajno ločimo dve puhlični območji: neotropska puhlica severno od zemljepisne širine 30° J in pampaška puhlica.
Neotropska puhlica je sestavljena iz melja ali meljaste gline. V primerjavi s pampaško puhlico je neotropska revna s kremenom in kalcijevim karbonatom. Nekateri znanstveniki menijo, da so izvorna regija te puhlice območja fluvio-ledeniških usedlin v vznožju Andov, ki jih je oblikovala patagonska ledena plošča. Drugi raziskovalci poudarjajo pomen vulkanskega materiala v neotropski puhlici.
Pampaška puhlica je peščena ali iz meljastega peska. 

## Druga literatura
- Smalley, I. J. (editor) 1975. Loess Lithology & Genesis. Benchmark Geology 26. Dowden, Hutchinson & Ross 454pp.
- Smalley, I. J. 1980. Loess: A Partial Bibliography. Geobooks/Elsevier. ISBN 0 86094 036 5. 103pp.
- Rozycki, S. Z. 1991. Loess and Loess-like Deposits. Ossolineum Wroclaw ISBN 83-04-03745-9. 187pp.